# Acanthagrion quadratum
Acanthagrion quadratum là một loài chuồn chuồn kim trong họ Coenagrionidae.
Acanthagrion quadratum được Selys miêu tả khoa học năm 1876.